# Mordstein von Uhrsleben

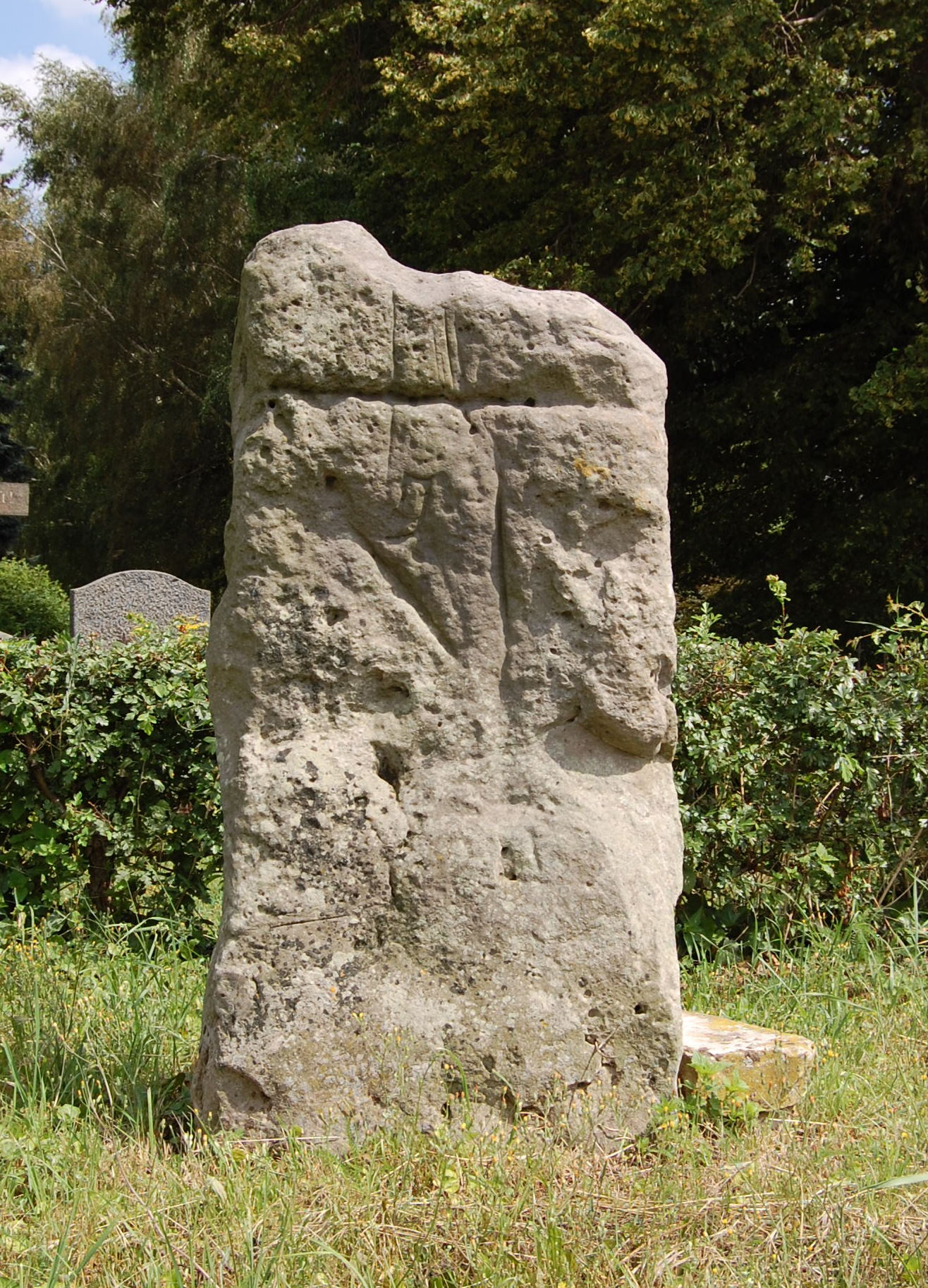
Mordkreuz bei Uhrsleben

Der Mordstein von Uhrsleben ist eine Sandsteinplatte bei Uhrsleben in Sachsen-Anhalt. Das ursprüngliche Aussehen, die Zeit und die Umstände der Entstehung sind unklar. Auf der Vorderseite sind diverse Ritzungen zu erkennen. Möglicherweise handelt es sich um den Rest eines Sühnekreuzes oder Bildstocks. Darauf deutet das eingeritzte Kreuz. Allerdings hatten Sühnekreuze in Sachsen-Anhalt eine andere Form und waren kleiner. 
Der Stein wurde 1945 neben dem Friedhof von Uhrsleben gefunden. Er befindet sich heute in unmittelbarer Nähe des Fundortes östlich des Dorfes in der Nähe der Bundesstraße 245 in Richtung Bebertal.